# كوباكبانا

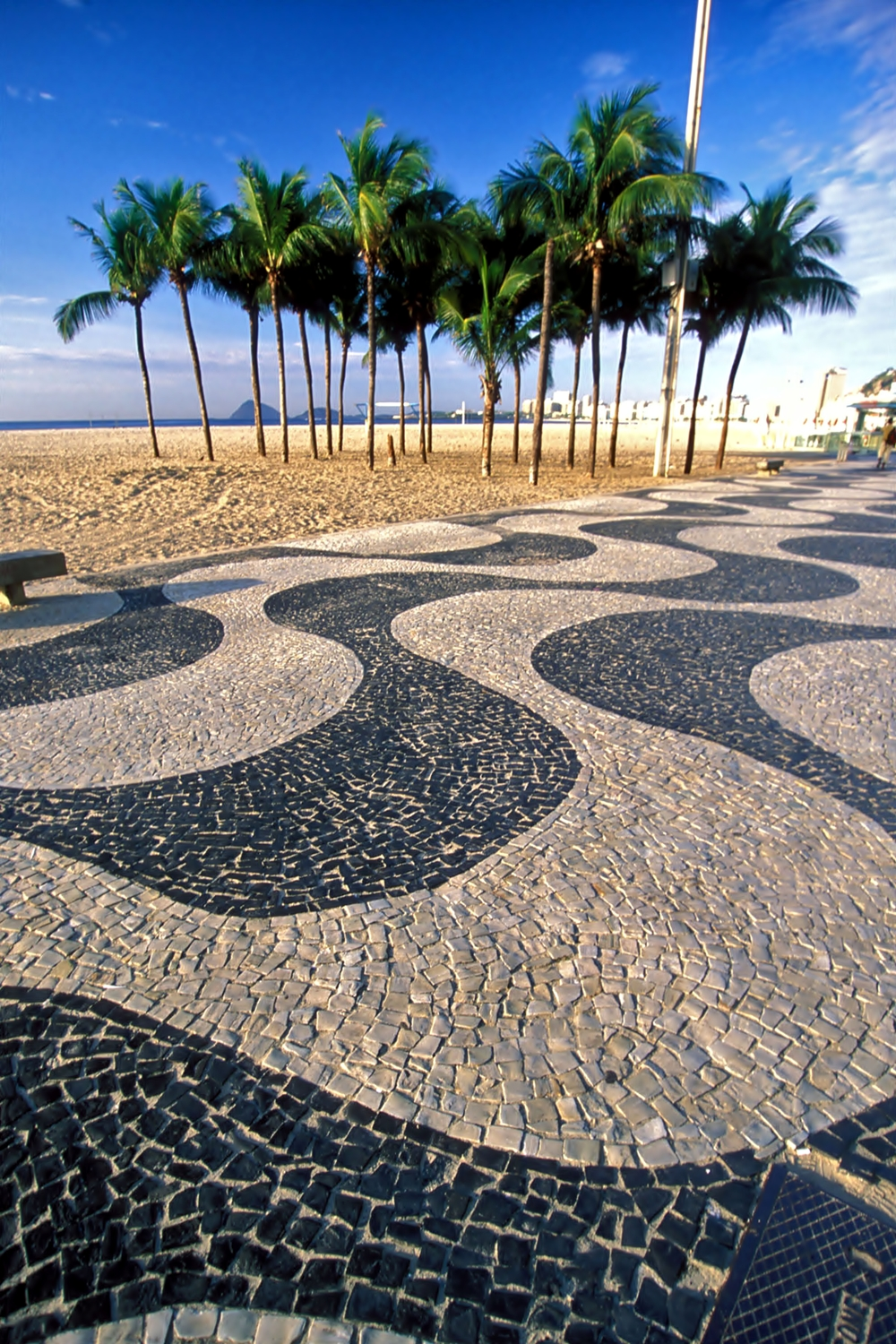
الرصيف البرتغالي الشهير موجود في كوباكابانا ويبدو كموجة على الشاطئ.

كوباكابانا (بالبرتغالية:Copacabana) هو قطاع إداري في الجزء الجنوبي من مدينة ريو دي جانيرو كبرى مدن البرازيل يعتبر أحد أشهر الشواطئ في العالم، يطل على المحيط الأطلسي ويبلغ طوله 4 كيلومترات.
وفقا لمكتب السياحة في مدينة ريو دي جانيرو فانه يوجد 63 فندقا و 10 نزلات للشباب تطل على الشاطئ.
في 1970 قامت شركة التجريف الهولندية R. Boltje & Zonen-Zwolle بأعمال توسعة للشاطئ لمسافة تصل إلى 70 مترا وبطول 4 كيلومترات. ويمتد شاطئ كوباكابانا من منطقة بوستو دويس "Posto Dois" إلى منطقة بوستو زيس "Posto Seis"وتطل عليه قلعة دوق كاسياس "Fort Duque de Caxias" التي بنيت في العام 1779.
تعتبر منطقة كورنيش كوباكابانا مركزا سياحيا مزدهرا، إذ تنتشر الفنادق والمطاعم والحانات والملاهي الليلة ومناطق السكن في المنطقة. كما يستقبل الشاطئ ملايين السياح في احتفالات رأس السنة، كما نظمت على الشاطئ ولعدة دورات بطولة العالم لكرة القدم الشاطئية.

## معايير الحياة
تحتل كوباكبانا المرتبة الحادية عشرا في مؤشر التنمية البشرية في منطقة ريو. في العام 2000 منحت كوباكابانا 0.902 نقطة، وهي أعلى من مؤشر التنمية البشرية في البرتغال مثلا والذي سجل حينها 0.897 نقطة. لكن بالرغم من مؤشر التنمية المرتفع لكوباكابانا فهناك أربعة مناطق فقيرة تطل عليه.

## المنطقة

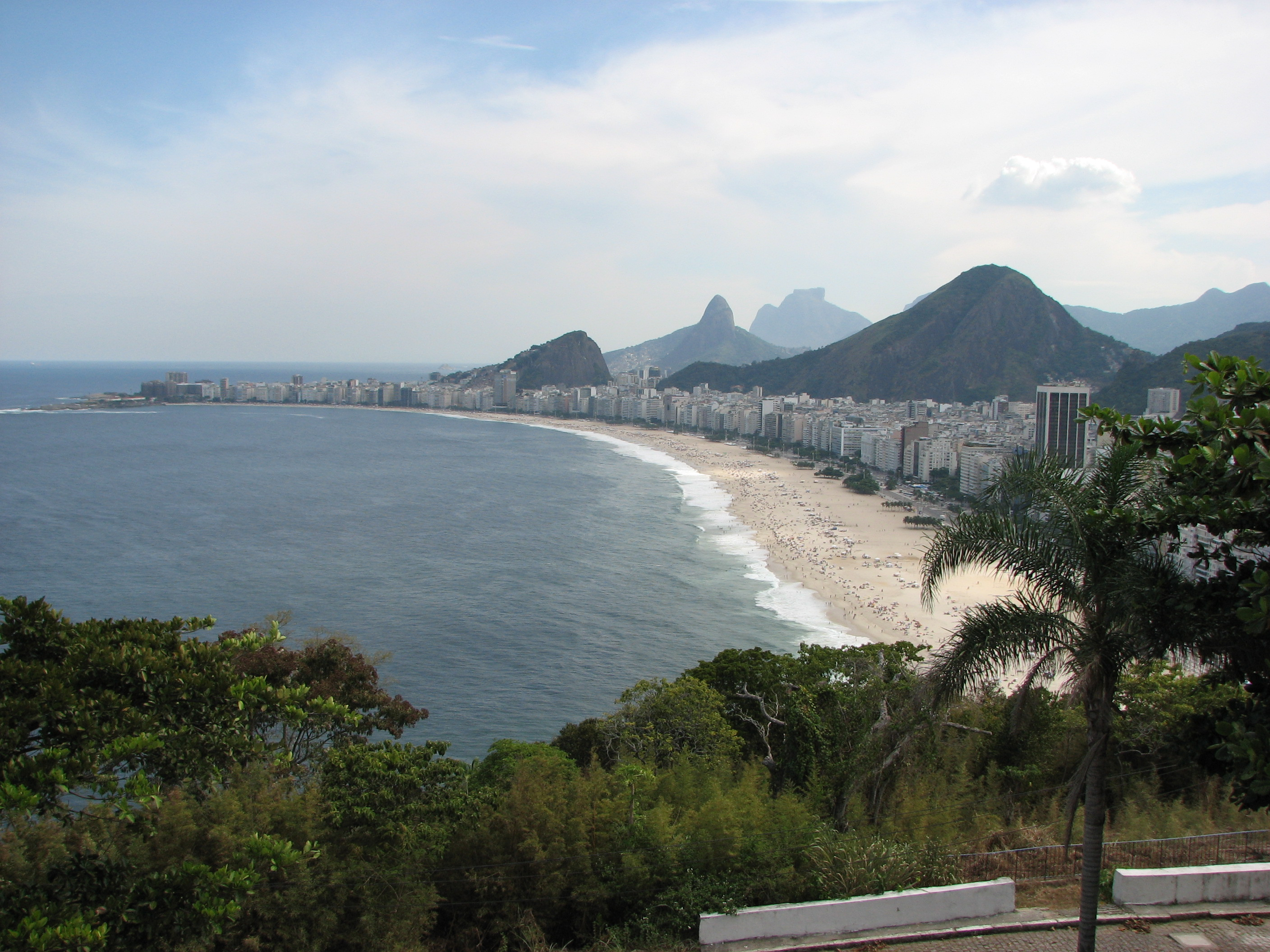
صورة لشاطئ كوباكابانا

وفقا للمعهد البرازيلي للإحصاء والجغرافيا فان 160.000 شخص يعيشون في كوباكبانا، 44,000 منهم أو 27.5 يبلغ عمرهم 60 عاما أو أكبر. وتغطي منطقة كوباكبانا ما مساحته 7.84 كيلومتر²، ما يجعل الكثافة السكانية للمنطقة تصل 20,400 شخص لكل كيلومتر مربع. وتتواجد في المنطقة المباني السكنية التي يزيد عدد طوابقها عن 11 طابقا، فيما من النادر مشاهدة منازل مستقلة أو مبان سكنية مؤلفة من طابقين.
تمر عبر كوباكبانا حافلات نحو 40 وجهة مختلفة، كذلك توجد هناك ثلاث محطات مترو أنفاق|للمترو ومحطة رابعة يشرع ببنائها.

## أحداث

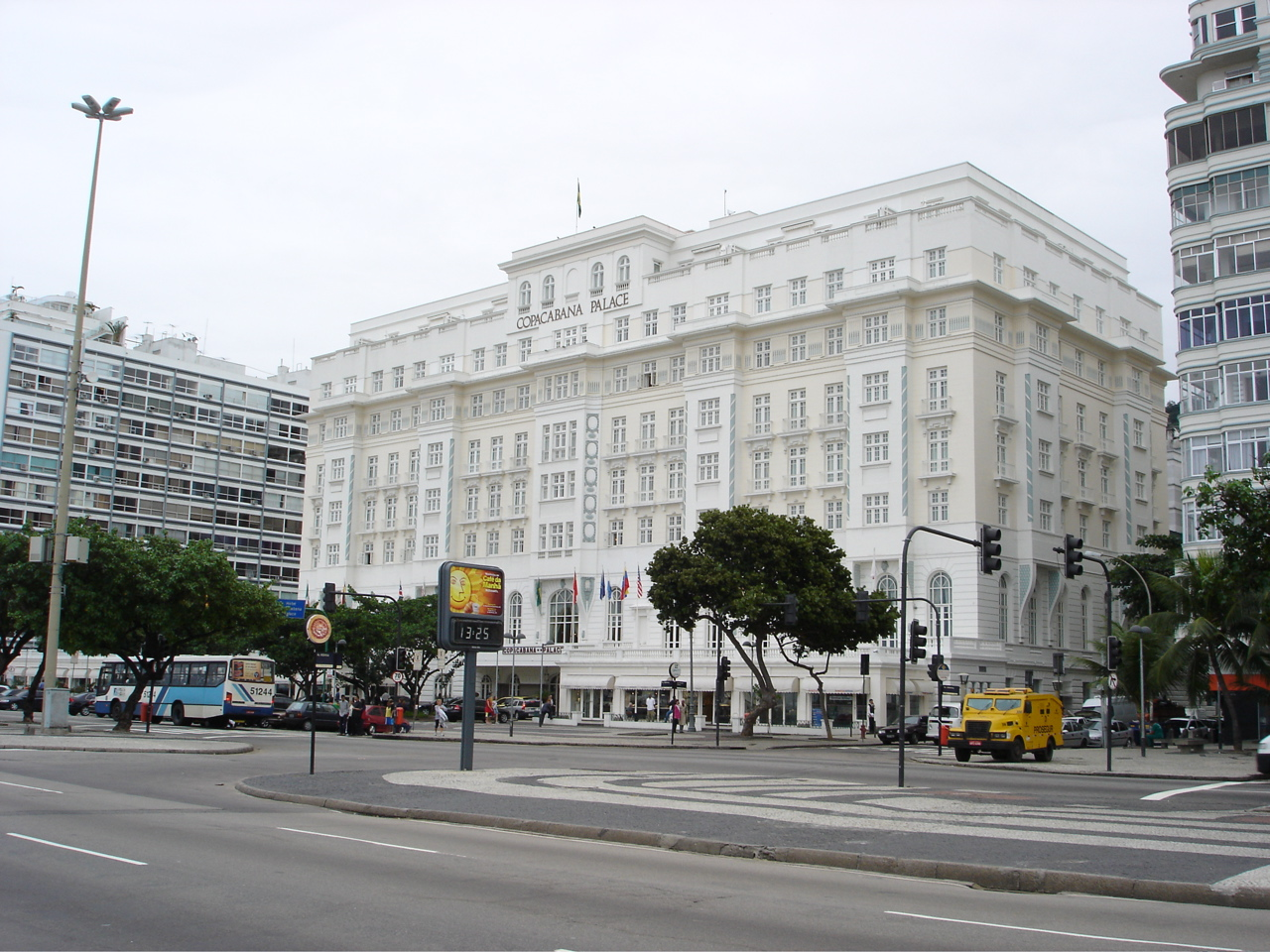
فندق قصر كوباكابانا

في 31 ديسمبر 1994 في إطار احتفالات رأس السنة والتي تضمنت حفل رود ستيوارت والذي حضره 3.5 مليون شخص لتجعل منه الحفل صاحب نسبة الجمهور الأعلى على الإطلاق. وفي احتفالات أول رأس سنة في القرن الحادي والعشرين احتفل ما يزيد عن 3.000.000 شخص في الشاطئ بحلول العام الجديد برفقة آلاف السياح الأجانب وسط الألعاب النارية. وحديثا صار الشاطئ مقرا لحفلات عديدة احتفلا بنهاية العام. في 21 مارس 2005 قدم ليني كريفتز عرضا موسيقيا أمام 300,000 شخص.
في 18 فبراير 2006 قدم الرولينغ ستونز حفلا شاطئيا حضره 1.3 مليون شخص. في 7 يوليو 2007 استضاف الشاطئ حفل الأرض المباشر Live Earth concerts الذي اجتذب 400.000 شخص.